# Swisscom-Sendeturm St. Chrischona
Swisscom-Sendeturm St. Chrischona foi construída em 1984 na cidade de St. Chrischona, Suíça. Tem 250 m (820 pés) e é actualmente a 66ª torre mais alta do mundo.